# 白子町
白子町（しらこまち）は、千葉県の東部に位置し、長生郡に属する町。
都市雇用圏における東京都市圏。中世末紀州の漁民西宮久助が漂着し紀州漁法である地引き網を伝えた九十九里浜いわし漁発祥の地である。現在はテニスコート数日本一を誇るテニスの聖地として知られ、白子温泉を有する保養地となっている。

## 地理

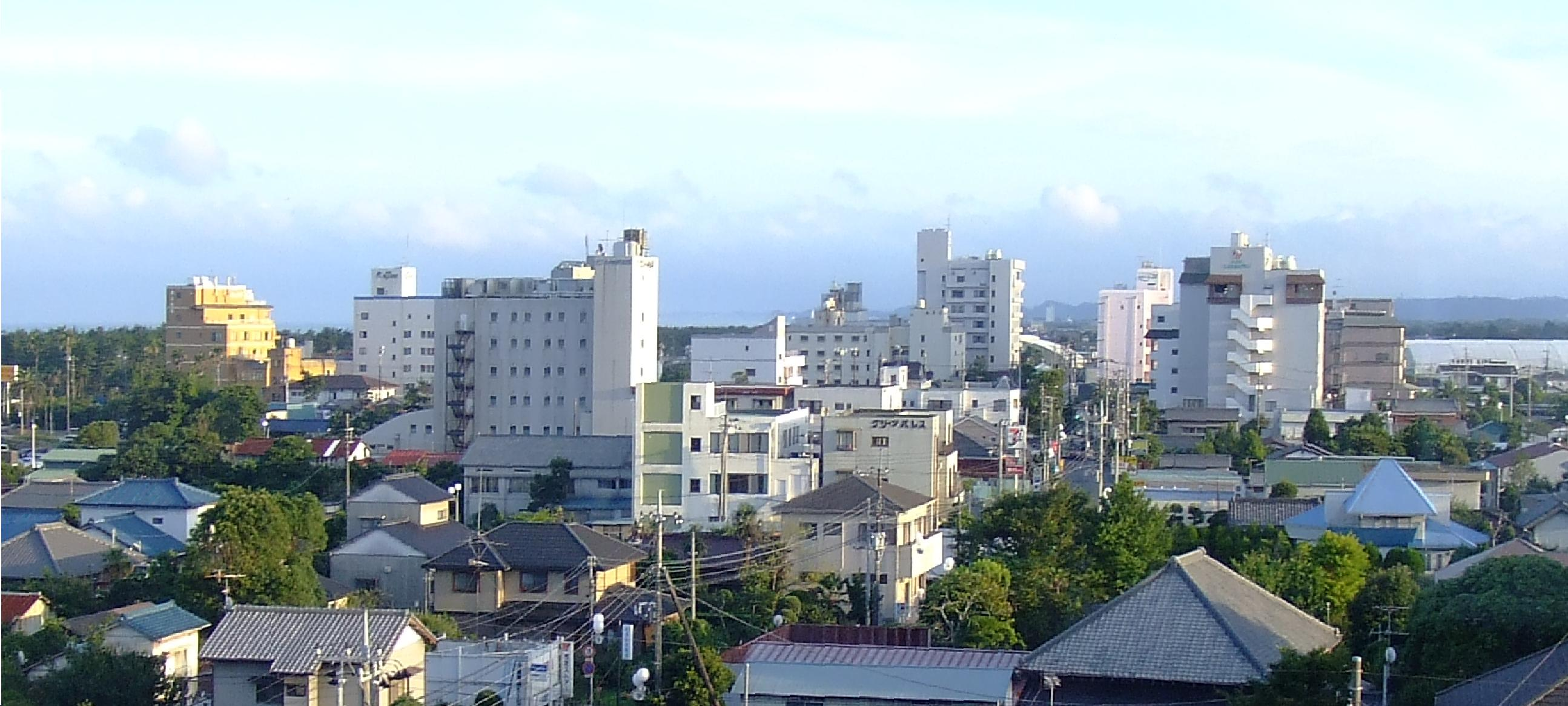
白子温泉のリゾートホテル群

千葉県東部に位置し、県庁所在地である千葉市から約30キロメートルの距離である。東京都の都心から60 - 70キロメートル圏内である。都市雇用圏における東京都市圏に含まれ、茂原市への通勤率は19.4%（平成22年国勢調査）。なお、東京国際空港や神奈川県からは東京湾アクアライン若しくは東京湾フェリーを利用した場合が移動距離の短縮となる。
太平洋（外房）に面し、九十九里平野に含まれ、なだらかな地形である。九十九里浜（九十九里海岸）を有し、九十九里沿岸の市町村の中では南部の地域の中でもやや南側から南部にかけての一帯となる。町の中心部を南白亀川という比較的大きな川が流れているため、他の長生地域によく見られる用水の確保を目的とした溜池は無い。
今後発生が予測される南海トラフ巨大地震の際には、町内に最大7mの津波が到達することが予想されている。これは千葉県下では長生町と並び最大値となっている。

### 隣接する自治体
- 茂原市
- 大網白里市
- 長生郡：長生村

## 歴史
- 1955年（昭和30年）2月11日に白潟町、関村、南白亀村が合併して新設。
- 町名の由来となった白子神社は平安時代に由来を持つ。桜の名所としても有名である[6]。

## 人口
平成27年国勢調査より前回調査からの人口増減をみると、8.25％減の11,149人であり、増減率は県下54市町村中49位、60行政区域中55位。
| |                                        |  |
| 白子町と全国の年齢別人口分布（2005年） | 白子町の年齢・男女別人口分布（2005年） |  |
| ■紫色 ― 白子町 ■緑色 ― 日本全国 | ■青色 ― 男性 ■赤色 ― 女性              |  |
| 白子町（に相当する地域）の人口の推移 \| 1970年（昭和45年） \| 11,237人 \| \| \| 1975年（昭和50年） \| 11,473人 \| \| \| 1980年（昭和55年） \| 11,691人 \| \| \| 1985年（昭和60年） \| 11,975人 \| \| \| 1990年（平成2年） \| 12,230人 \| \| \| 1995年（平成7年） \| 13,238人 \| \| \| 2000年（平成12年） \| 13,103人 \| \| \| 2005年（平成17年） \| 12,850人 \| \| \| 2010年（平成22年） \| 12,151人 \| \| \| 2015年（平成27年） \| 11,149人 \| \| \| 2020年（令和2年） \| 10,305人 \| \| |                                        |  |
| 総務省統計局 国勢調査より |                                        |  |
| 1970年（昭和45年） | 11,237人                               |  |
| 1975年（昭和50年） | 11,473人                               |  |
| 1980年（昭和55年） | 11,691人                               |  |
| 1985年（昭和60年） | 11,975人                               |  |
| 1990年（平成2年） | 12,230人                               |  |
| 1995年（平成7年） | 13,238人                               |  |
| 2000年（平成12年） | 13,103人                               |  |
| 2005年（平成17年） | 12,850人                               |  |
| 2010年（平成22年） | 12,151人                               |  |
| 2015年（平成27年） | 11,149人                               |  |
| 2020年（令和2年） | 10,305人                               |  |

## 行政

### 町長
- 町長：石井和芳（2021年6月19日就任、1期目）

歴代町長
- 林和雄（1993年 - 2021年、7期連続無投票当選）[7]。

### 立法

#### 県政
- 千葉県議会
- 選挙区：長生郡選挙区
- 定数：1名

#### 国政
- 衆議院
  - 選挙区：全域が千葉県第11区に属する。
- 参議院
  - 選挙区：千葉県選挙区に属する。

## 経済
九十九里いわし漁発祥の地であり江戸時代には漁業による繁栄があった。明治維新後機械揚繰網が登場すると、遠浅な砂浜海岸であり良港に恵まれず漁船の大型化への対応がむずかしかった九十九里浜の漁業は一時衰退したため、農業や観光が産業の主体となっている。

### 産業
- 第一次産業
  - 農業
  - ガス事業（南関東ガス田の中にあるため、天然ガスが噴出する。なお町内のガス供給は町が行っている）
  - 漁業
- 観光業
  - ホテル、民宿
  - テニス

## 地域

### 教育

#### 小学校
- 白子町立白潟小学校
- 白子町立関小学校
- 白子町立南白亀小学校

#### 中学校
- 白子町立白子中学校

## 交通
町内に鉄道は通っていない。公共交通機関を使用する際は、茂原駅 - 本納駅 - 大網駅（JR東日本・外房線）から路線バスかタクシーを利用する。

### バス路線
大網駅からの路線と、茂原駅からの路線がメインとなる。またバスターミナル東京八重洲からの高速バスが1日3往復、千葉駅からの特急バスが1日9往復ある。いずれのバスも小湊鉄道が運行（東京駅からのバスはその他ちばフラワーバスも運行を担当）。
千葉駅から白子車庫までは約60分。大網駅から白子車庫までは約40分。茂原駅から白子車庫までは約30分。どちらも外房線と白子町を結ぶアクセス路線であるが、白子町にある5つの海水浴場（剃金と古所を除く五井・中里・幸治）や、テニスコート・リゾートホテル・民宿へは茂原駅からのバス路線が最寄となり、本数も大網駅からの路線よりわずかに多い（剃金、古所海水浴場は大網駅からのバス路線が最寄りとなる）。

### 道路
- 九十九里有料道路
- 千葉県道30号飯岡一宮線（九十九里ビーチライン）
- 千葉県道31号茂原白子線

## 名所・旧跡・観光スポット・祭事・催事

### 名所・旧跡・観光スポット
- 白子神社

#### 温泉
- 白子温泉

#### 海水浴場
- 九十九里海岸（九十九里浜）
  - 剃金海水浴場
  - 五井海水浴場
  - 中里海水浴場
  - 幸治海水浴場
  - 白子海水浴場（古所海水浴場）

### 名物・名産品
- 白子流ブイヤベース - ご当地料理。白子町の特産品である玉ねぎとトマトから作られたスープに、九十九里沖で捕れた青魚のつみれを加えて作られたブイヤベース。

### 文化財
千葉県指定および国登録文化財一覧。
| 番号 | 指定・登録 | 類別                     | 名称                                                          | 所在地                   | 所有者または管理者   | 指定年月日       | 備考 |
| ---- | ---------- | ------------------------ | ------------------------------------------------------------- | ------------------------ | -------------------- | ---------------- | ---- |
| 1    | 県指定     | 有形文化財（建造物）     | 白子神社本殿 附 棟札3枚（宝暦十二年在銘1枚・弘化四年在銘2枚） | 長生郡白子町関5364       | 白子神社             | 平成28年3月4日   | 1棟  |
| 2    | 県指定     | 記念物（天然記念物）     | 関ノ羅漢槙                                                    | 長生郡白子町関           | 株式会社まきのきてい | 昭和10年12月24日 | 1樹  |
| 3    | 国登録     | 登録有形文化財（建造物） | 大多和家住宅主屋ほか                                          | 長生郡白子町関字山中3881 | 個人                 | 平成30年11月2日  | 3棟  |

## 著名な出身者
- 大多和與四郎（伝染性紅斑を日本で初めて報告した医学者）
- 川村優（郷土史学者）
- プリティ長嶋（ものまねタレント）
- イダセイコ（シンガーソングライター）
- 三遊亭律歌（落語家）